# Bab Ezzouar
Bab Ezzouar är en ort i Algeriet. Den ligger i provinsen Alger, i den norra delen av landet, 13 km öster om huvudstaden Alger. Bab Ezzouar ligger 20 meter över havet och antalet invånare är 275 630.
Terrängen runt Bab Ezzouar är platt. Havet är nära Bab Ezzouar åt nordväst. Runt Bab Ezzouar är det mycket tätbefolkat, med 6 711 invånare per kvadratkilometer. Närmaste större samhälle är Alger, 12,9 km väster om Bab Ezzouar. Trakten runt Bab Ezzouar består till största delen av jordbruksmark.